# 北特倫特河畔斯托克 (英國國會選區)
北特倫特河畔斯托克（英語：Stoke-on-Trent North），英國國會一自治市選區，位於英格蘭斯塔福德郡北部，包括特倫特河畔斯托克北部六個地方選區和紐卡斯爾安德萊姆區四個地方選區。
本區自1950年創設以來一直支持工黨。2010年大選當區議員瓊·瓦萊以44.3%選票成功連任。